# Cubucaré
Cubucaré é uma península no sul da Guiné-Bissau, na região de Tombali, equivalente ao sector de Bedanda. É cercada pelas águas do rio Cumbija e do rio Cacine. A ilha de Melo está separada desta península pelo estreito canal de Melo, que joga águas do estuário do Cacine no estuário do Cumbija.

## Demografia
Com 101 povoações em 1979, e uma população de 25 mil habitantes em 2007, a península de Cubucaré apresenta uma grande diversidade étnica: balantas (62%), fulas, (10%), nalus (10%), sossos (4%)pa, manjacos (2%), mandingas (2%) e outros grupos minoritários como os djacancas, bijagós, tandas e papéis (11%). Em 1991 a península tinha 18454 habitantes. 

## Economia
A principal forma de agricultura é o arroz de bolanha salgada, sendo também importante o cultivo de arroz de sequeiro, o amendoim, a mandioca e os pomares de caju, bananas, laranjas, cola, etc.

## Divisão
A região está dividida em 4 regulados, 2 Fulas (Mejo e Imberem) e 2 Nalus (Cadique (antigo regulado de Cantanhez) e Cabedu).

## Áreas Protegidas
Hoje em dia a região tornou-se famosa por albergar o Parque Nacional das Florestas de Cantanhez (fundado em 2008). A península, segundo a World Wild Fund (WWF), é uma das 200 ecorregiões mais importante do mundo. É também de referir que os nalus apesar de representarem apenas 10% da população da região, são considerados os "donos do chão", por se acreditar que esta etnia estabeleceu contratos com os "irãs" (entidades sobrenaturais), por ser a primeira a chegar à região. Os "donos do chão" são assim  responsáveis por gerirem os recursos naturais, assim como conflitos da região.
Nos últimos anos a entrada de ONG's na região para gerirem as Florestas de Cantanhez, tem criado variadíssimos conflitos com a população e quebrado com a tradição local. 